# Grå svämmygga
Grå svämmygga, Aedes rossicus är en tvåvingeart som beskrevs av Dolbeskin och Gorickaja 1930. Aedes rossicus ingår i släktet Aedes och familjen stickmyggor. Arten är reproducerande i Sverige. Inga underarter finns listade i Catalogue of Life.